# Verneuilinulla
Verneuilinulla, en ocasiones erróneamente denominado Verneuilinullinulla, es un género de foraminífero bentónico de la subfamilia Globotextulariinae, de la familia Globotextulariidae, de la superfamilia Ataxophragmioidea, del suborden Ataxophragmiina y del orden Loftusiida. Su especie tipo es Verneuilinulla tessera. Su rango cronoestratigráfico abarca el Holoceno.

## Discusión
Clasificaciones previas incluían Verneuilinulla en el suborden Textulariina del orden Textulariida o en el orden Lituolida.

## Clasificación
Verneuilinulla incluye a las siguientes especies:
- Verneuilinulla advena
- Verneuilinulla affixa
- Verneuilinulla chijii
- Verneuilinulla compacta
- Verneuilinulla cullochi
- Verneuilinulla macintyrei
- Verneuilinulla minuta
- Verneuilinulla polystropha
- Verneuilinulla propinqua
- Verneuilinulla pusilla
- Verneuilinulla tessera